# 태양을 기다릴 때
《태양을 기다릴 때》(튀르키예어: Güneşi Beklerken 귀네시 베클레르켄[*])는 2013년 방영된 터키 카날 D의 텔레비전 드라마이다.

## 등장 인물
- 엠레 크나이 : 지한 귀젤(Cihan Güzel) 역
- 한데 도안데미르 : 제이네프 이을마즈(Zeynep Yılmaz) 역